# Władysław Kulczyński (1854–1919)
Władysław Jan Kulczyński (ur. 27 marca 1854 w Krakowie, zm. 9 grudnia 1919 tamże) – polski zoolog, arachnolog, taternik, długoletni nauczyciel w Gimnazjum św. Jacka w Krakowie.

## Rodzina
Władysław Kulczyński urodził się 27 marca 1854 w Krakowie. Pochodził z rodziny mieszczańskiej. Był synem Leona (prowadził jadłodajnię prywatną dla studentów i pracowników umysłowych) i Joanny z domu Frech. Miał cztery siostry i czterech braci, wśród nich Leon (1847–1932, nauczyciel, dyrektor Gimnazjum św. Anny, wykładowca na UJ), Jan (lekarz), Franciszek (adwokat), Józef (kupiec). Jego synami byli: Stanisław (1895–1975, botanik, działacz polityczny i państwowy) i Władysław (1890–1923, taternik).

## Edukacja, praca
Władysław Kulczyński rozpoczął edukację w 1865 roku w Gimnazjum św. Anny, gdzie złożył egzamin dojrzałości w 1873 roku. Studiował na Uniwersytecie Jagiellońskim (1873–1877), gdzie kształcił się m.in. u prof. Maksymiliana Nowickiego, zoologa i taternika, z którym już jako nastolatek współpracował przy zbieraniu i opracowywaniu okazów dla gabinetu zoologicznego (zaowocowało to publikacją dwóch prac naukowych jeszcze przed podjęciem przez niego studiów). Przez wiele lat pracował jako nauczyciel szkół średnich: w latach 1877–88 w Gimnazjum św. Anny, a w latach 1888–1912 w Gimnazjum św. Jacka. Był także wykładowcą UJ. W 1909 obronił na UJ pracę habilitacyjną, krótko przed śmiercią otrzymał tytularną profesurę uniwersytetu; w 1906 został wyróżniony doktoratem honoris causa UJ.

## Działalność naukowa
Pierwszą pracę naukową pt. Przyczynek do fauny pajęczej napisał w klasie VII gimnazjum i opublikował w Rocznikach Krakowskiego Towarzystwa Naukowego w 1871 roku. W pracy tej wylicza 185 gatunków pająków z okolic Krakowa. Od 1877 współpracował z Komisją Fizjograficzną Akademii Umiejętności, był jej sekretarzem od 1880, od 1895 członkiem korespondentem AU, przewodniczącym sekcji zoologicznej oraz kustoszem; przez wiele lat redagował „Sprawozdania Komisji Fizjograficznej AU”. Od 1884 był członkiem Towarzystwa Zoologiczno-Botanicznego w Wiedniu, od 1894 członkiem-korespondentem AU (1912 członek rzeczywisty, 1914 sekretarz Wydziału Matematyczno-Przyrodniczego), od 1907 członkiem honorowym Polskiego Towarzystwa Przyrodniczego im. Kopernika. Był także taternikiem, członkiem honorowym Towarzystwa Tatrzańskiego. Od jego nazwiska nazwano Żleb Kulczyńskiego na stokach Koziego Wierchu.
Od 1891 wykładał zoologię i entomologię stosowaną na Studium Rolnym UJ; prowadził także wykłady dla przyrodników na Wydziale Filozoficznym. W pracy naukowej zajmował się przede wszystkim pajęczakami; m.in. wprowadził do nauki nowe kryteria oznaczania pajęczaków. Opisał co najmniej 54 nowe gatunki pająków, na jego cześć nazwano kilkanaście gatunków, m.in.: Saloca kulczynskii, Clubiona kulczynskii, Haplodrassus kulczynskii, Lessertinella kulczynskii.
Został pochowany na cmentarzu Rakowickim w Krakowie (kwatera S, narożnik płd.-zach.).
Najważniejsze publikacje:

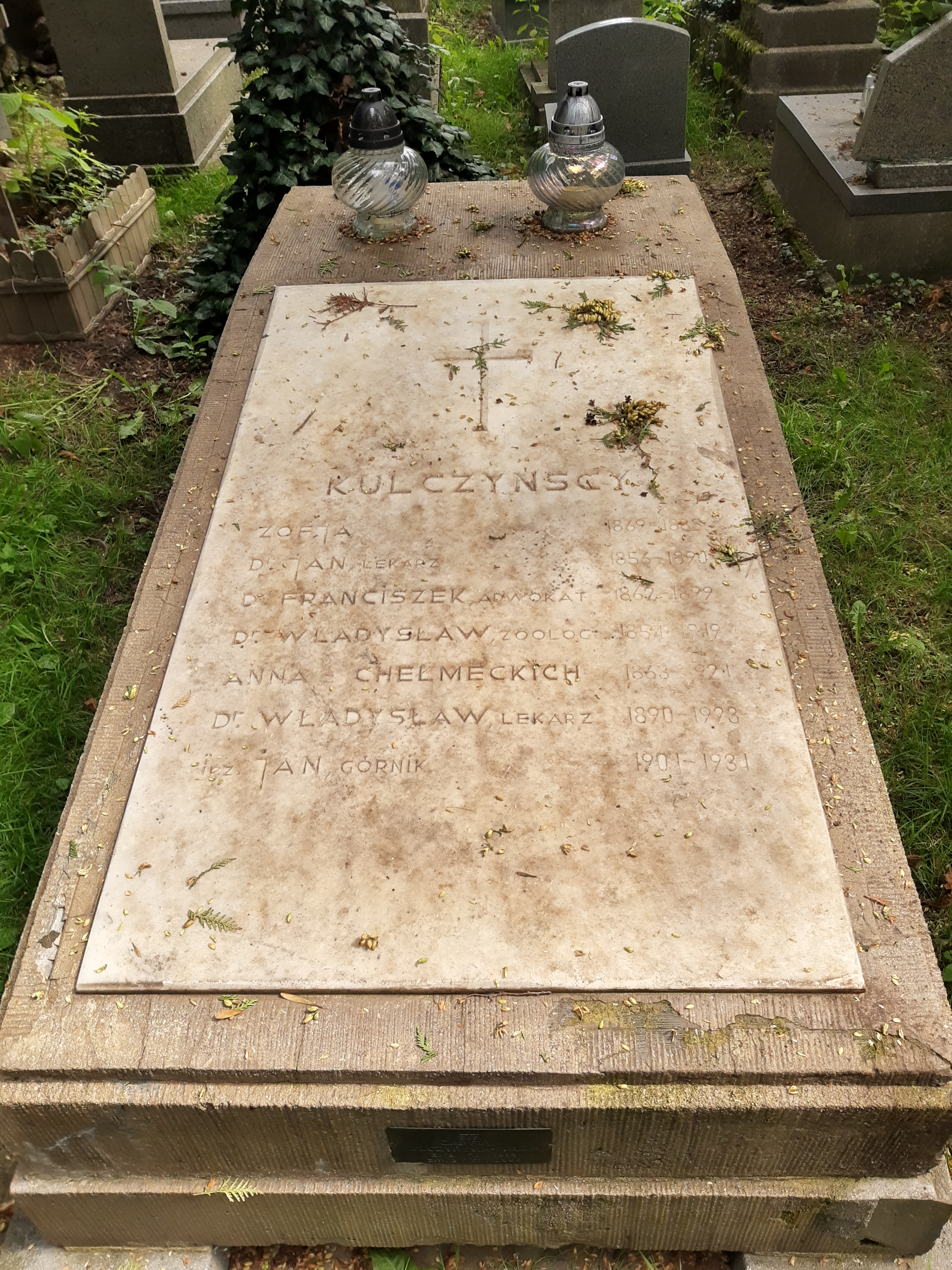
Grób Władysława Kulczyńskiego na cmentarzu Rakowickim

- Araneae Hungariae 1–2 (1891–1897, z Chyzerem),
- Fragmenta Arachnologica 1–18 (1905–1915).